# Amphigomphus nakamurai
Amphigomphus nakamurai – gatunek ważki z rodziny gadziogłówkowatych (Gomphidae).